# Marjan Mušič
Marjan Mušič, slovenski arhitekt, predavatelj in akademik, * 16. november 1904, Novo mesto, † 6. januar 1984, Portorož.
Izšel je iz generacije t. i. Novomeške pomladi, kjer je že kot dijak sodeloval na razstavi  pod mentorstvom Riharda Jakopiča s svojimi pasteli. Leta 1929 je diplomiral iz arhitekture pri Jožetu Plečniku, delal pri Ljubljanski gradbeni družbi in pokojninskem zavodu v Ljubljani, 1935-38 v svobodnem poklicu, nato do 1940 pri Mestnem gradbenem uradu v Mariboru kot mariborski mestni arhitekt in je v tej vlogi po letu 1938 izdelal mestni regulacijski načrt Maribora.Mušič je po drugi svetovni vojni najprej vodil Mestni gradbeni urad v Ljubljani, po letu 1946 pa je deloval kot profesor (od 1961 redni) za zgodovino arhitekture in urbanizma ter varstvo arhitekturne dediščine (oz. "asanacijo naselij") na arhitekturnem oddelku Tehniške fakultete (kasneje poimenovana FAGG) Ljubljanske univerze do upokojitve 1974.  
Ukvarjal se je s projektantskimi nalogami, gojil kakovostno arhitekturno risbo, pisal o ljudski, starejši in sodobni arhitekturi ter kulturnozgodovinski problematiki. Posvečal se je konservatorstvu (mednarodni ugled si je pridobil 1953 s prenovo/rešitvijo fasadnega zidu cerkve sv. Sofije na Ohridu v Makedoniji po t. i. Forlattijevi metodi), bil je član komiteja Unesca za pri ohranitvi egipčanskih templjev oz. reševanje spomenikov stare Nubije ter državnih odborov za obnovo Evfrazijeve bazilike v Poreču in Dioklecijanove palače v Splitu. V Sloveniji je sodeloval pri sanaciji številnih, zlasti dolenjskih gradov in naselij (stara Grofija in pozidava Študijske knjižnice v Celju, 1947; še zlasti je pomemben njegov prispevek k urbanistični ureditvi rodnega Novega mesta, kjer je prenovil Glavni trg z odkritimi arkadami ter odlikoval vhod v srednjeveško jedro mesta z inventivno ureditvijo t. i. ljubljanskih vrat, ki velja za njegov ustvarjalno najuspešnejši tovrstni dosežek) ter prenova Gradu Otočec 1960/61. 
Leta 1972 je prejel Prešernovo nagrado za življenjsko delo, 1981 pa še Plečnikovo nagrado. Po njem se danes imenuje ulica v Novem mestu.
Postal je tudi član Slovenske akademije znanosti in umetnosti (dopisni oz. izredni 1970, redni 1979) in JAZU v Zagrebu (dopisni, 1966).

## Monografije (tudi o njem)
- Obnova slovenske vasi (1947)
- S poti po Italiji (1954)
- Arhitektura in čas: eseji in razprave (1963)
- Veliki arhitekti I-III (1965-68) 
  - I: ... (1965)
  - II: Arhitektura 15. do 19. stoletja (1966)
  - III: Pionirji in klasiki moderne arhitekture (1968)
- Arhitektura slovenskega kozolca (1970)
- Novomeška pomlad (1974)
- Jože Plečnik (biografija, zbirka Znameniti Slovenci, 1980; 1986)
- Risbe [trideset izbranih arhitekturnih risb: spominski album ob devetdesetletnici rojstva in desetletnici smrti], 1994
- Arhitektura za vse čase: Novo mesto in Dolenjska (izdal Atelje Marko Mušič, 2002)
- Zbornik Marjana Mušiča, 2006
- Slovenski slikarji, kiparji in arhitekti akademiki, SAZU, 2008
- Andrea Palladio: 1508-1580: ob petstoletnici arhitektovega rojstva (Marjan Mušič, Fedja Košir, Peter Krečič, 2008)
- Dostojanstvo arhitekture: Marjan in Marko Mušič (Galerija Miklova hiša, katalog, Ribnica, 2009)
- Marjan Mušič: umetnost arhitekturne risbe [ob stodesetletnici rojstva in tridesetletnici smrti], 2014 (Marko Mušič ...)